# David H. Murdock
David Howard Murdock (Kansas City, 11 de abril de 1923-9 de junio de 2025) fue un empresario multimillonario estadounidense, defensor de la dieta basada en plantas y filántropo.

## Biografía
Murdock nació el 11 de abril de 1923 en Kansas City, Missouri. Su padre era vendedor ambulante y su madre trabajaba como lavandera y ama de llaves para llegar a fin de mes. Era el hijo del medio de tres hermanos y tenía dos hermanas. Era muy cercano a su madre, quien murió a los 42 años de cáncer. Creció en Montgomery Township, Ohio, y abandonó la escuela secundaria en el noveno grado.  Fue reclutado por el Ejército de los Estados Unidos en 1943 durante la Segunda Guerra Mundial.
Al mudarse a Detroit después de la guerra, Murdock se quedó sin hogar y en la indigencia. Gracias a un encuentro casual con un buen samaritano, obtuvo un préstamo de 1.200 dólares para comprar un restaurante que estaba cerrando y lo vendió por una ganancia de 700 dólares diez meses después. Se mudó a Phoenix, Arizona, y comenzó a trabajar allí, primero en vivienda y luego en bienes raíces comerciales.
Cuando el mercado inmobiliario colapsó en la década de 1960, se mudó a Los Ángeles, donde continuó desarrollando oportunidades inmobiliarias, lo que llevó a una serie de adquisiciones. En 1978 adquirió el control de International Mining. A principios de la década de 1980 se convirtió en el mayor accionista de Occidental Petroleum, con sede en Los Ángeles, al vender a la corporación su participación del 18% en la empresa Iowa Beef Packers.

## Negocios
Murdock compró el Cannon Mills en Kannapolis, Carolina del Norte, en 1982. En ese momento, la empresa era rentable y no tenía deudas. Utilizó las ganancias de la empresa para pagar los préstamos que obtuvo para realizar la adquisición antes de cancelar 2.000 puestos de trabajo y vender las casas propiedad de la empresa. Eliminó el plan de pensiones de 100 millones de dólares de la compañía, tomó 36 millones de dólares para hacer inversiones personales y utilizó el resto para comprar pólizas de anualidad de Executive Life Insurance Company para los empleados de Cannon. Posteriormente, Executive Life fracasó debido a sus propias malas inversiones y redujo sus pagos a los empleados jubilados. Murdock vendió Cannon Mills a Fieldcrest en 1985.
En 1985, Murdock se hizo cargo de la empresa hawaiana Castle & Cooke, casi en quiebra, que era propietaria del productor de piña y plátano Dole Food Company. Desarrolló la cartera inmobiliaria de Castle & Cooke en propiedades residenciales y comerciales y convirtió a Dole en el mayor productor de frutas y verduras del mundo. Murdock adquirió Dole de forma privada en 2003, completó una oferta pública inicial de 446 millones de dólares en octubre de 2009 y la compañía cotizó en la Bolsa de Valores de Nueva York bajo el símbolo DOLE hasta que se aprobó un acuerdo de fusión privado el 31 de octubre de 2013. Como resultado de su compra de Castle & Cooke, Murdock adquirió la propiedad del 98% de Lanai, la sexta isla más grande de Hawái. En junio de 2012, Murdock vendió su participación en Lanai a Larry Ellison. Es propietario de otras empresas, incluida Pacific Clay.

## Filantropía
Ha contribuido a la remodelación de un edificio de 5 800 000 pies cuadrados (538 837,4 m²) complejo en Kannapolis, Carolina del Norte, de un centro de investigación en biotecnología, el Campus de Investigación de Carolina del Norte. El centro de investigación es una iniciativa pública-privada conjunta, en la que participan importantes universidades de Carolina del Norte e inversión privada. El sitio del centro de investigación en el centro de Kannapolis estaba anteriormente ocupado por la Planta N.° 1 de Cannon Mills (que se convirtió en Pillowtex después de una serie de fusiones y adquisiciones). Pillowtex se declaró en quiebra en 2003 y cerró la fábrica. Esto resultó en el mayor despido masivo de trabajadores en la historia de Carolina del Norte. Murdock adquirió el sitio y demolió el molino en 2006.
Desde la muerte de su tercera esposa, Gabriele, se ha dedicado a encontrar una cura para el cáncer, mejorar la nutrición y prolongar la vida. Fundó el Instituto de Nutrición Dole para promover los beneficios de una dieta basada en plantas para promover la salud y prevenir enfermedades. Con la ayuda de la UCLA, supervisó la redacción de la Enciclopedia de Alimentos, Una Guía para una Nutrición Saludable. En 2006, abrió el Instituto de Salud y Longevidad de California (CHLI).
Murdock ha contribuido con más de 500 millones de dólares a la creación del Campus de Investigación de Carolina del Norte y el Instituto de Investigación David H. Murdock, que investigan los beneficios de las plantas para la salud, aumentando la longevidad y reduciendo el riesgo de enfermedades.

## Vida personal
Se casó seis veces. En 1967, se casó con su tercera esposa, Gabriele; tuvieron dos hijos juntos y también adoptó a su hijo de un matrimonio anterior, Eugene. A Gabriele le diagnosticaron cáncer de ovario en 1983 y murió en 1985. Un año después, Eugene murió tras golpearse la cabeza mientras nadaba en la piscina de la finca familiar. En 2004, su hijo David Jr. murió en un accidente automovilístico en la autopista de Santa Mónica. Su hijo restante, Justin, se desempeña como director ejecutivo y presidente ejecutivo de NovaRx y es vicepresidente sénior de inversiones de Castle & Cooke. Anteriormente, Justin fue director de Dole Food Company, así como de su comité de auditoría y finanzas hasta su jubilación el 17 de mayo de 2013. En 2011, Forbes clasificó a David Sr. como la 190.ª persona más rica en la lista "Forbes 400" y la 613.ª en la lista de "Multimillonarios del mundo", con un patrimonio neto de 2.400 millones de dólares estadounidenses en marzo de 2013.
Desde 1985, Murdock se hizo pescetariano y promovía una dieta vegetal rica en frutas y verduras. Bebía batidos dos o tres veces al día con hasta veinte frutas y verduras, incluyendo cáscaras de plátano y naranja pulverizadas. Comía pescado, marisco, claras de huevo, legumbres y frutos secos, evitando los lácteos, las aves y la carne roja. También evitaba el consumo de alcohol, azúcar procesada y sal. 
Falleció el 9 de junio de 2025 a los 102 años.

## Publicaciones seleccionadas
- Manual de nutrición de Dole: qué comer y cómo vivir una vida más larga y saludable (2010)